# Райс (озеро, Онтаріо)
Райс (англ. Rice Lake) — озеро на південному сході канадської провінції Онтаріо.
Озеро розташоване на південь від міста Пітерборо та на північ від Кобурґа. Озеро є частиною водного шляху Трент — Северн, що прямує від затоки Джорджен-Бей озера Гурон через озера Каварта і річку Отонабі до озера Райс і через річку Трент до озера Онтаріо.
Озеро Райс має довжину 37 км і ширину 4,8 км. Найбільша глибина становить 10 м, рівень поверхні — 187 м над рівнем моря, піднята до нинішньої висоти греблею Гастінґса, що побудована в 19 столітті як частина системи каналів Трент — Северн.
Корінні мешканці називали озеро «Пемадашдакота» («Озеро палаючих рівнин»).
На північний захід від озера простягається горбисте поле зі специфічними формами рельєфу — друмлінами. Деякі з островів Райс-Лейк також є частково зануреними друмлінами.
Озеро Райс розділяє морену Оук-Ріджес трьома затоками на заході (Альбіон, Аксбрідж і Понтіпул) і однією затокою на сході (озеро Райс), що закінчується річкою Трент. Вузький коридор на південь від озера Райс з'єднує ці затоки.
Озеро досить мілке. Його назвали на честь дикого рису, який раніше ріс на широких мілководдях озера і який збирали корінні народи цього району. Значна частина водяного рису, раніше масово поширеного на озері, зникла, коли рівень води піднявся через будівельні роботи при спорудженні водного шляху.
Село Б'юдлі знаходиться на західному кінці озера. Місто Гастінґс знаходиться на східному березі озера.
У парку Серпент-Маундз на північному березі озера були виявлені доісторичні кургани. Інші визначні пам'ятки на березі озера — індіанські резервації Елдервіль і Гаявата. Інші селища на березі озера — Алнвік/Галдіманд, Отонабі — Саут-Монаґан, Гамільтон (тауншип).
У 1854 році впоперек озера по мосту була прокладена Залізниця Кобурґа і Пітерборо. Вона перетнула озеро Райс від Гарвуда до Гайавати. Але взимку крига на озері так сильно пошкоджувала опори моста, що через шість років його використання припинили. На озері досі можна побачити фрагменти залізничної колії.
Наприкінці 19 ст. озером здійснювалось пароплавство.
Озеро Райс є відомим туристичним місцем і популярним серед рибалок. На Райс-Лейк щорічно проводяться змагання з риболовлі.

## Вебпосилання
- Нортумберлендський туризм — Риболовля на озері Райс(англ.)
- Риболовля на озері(англ.)
- У Вікісховищі є зображення озера Райс